# Used to Be Young
Used to Be Young is een nummer van de Amerikaanse zangeres Miley Cyrus. Het werd op 25 augustus 2023 uitgebracht door Columbia Records, na de uitzending van de ABC- documentaireconcertspecial Endless Summer Vacation: Continued (Backyard Sessions).
Het nummer werd toegevoegd aan het achtste studioalbum Endless Summer Vacation (2023) als vierde single. Het nummer is geschreven door Cyrus samen met Aldae en Michael Pollack, waarbij de zanger Pollack en Shawn Everett de productie verzorgden.
Used to Be Young kwam binnen op nummer acht in de Billboard Hot 100 en werd Cyrus 12e top tien-nummer in de VS, en de 5e top tien-single in België.